# Tariana
Le tariana est une langue arawakienne du Nord parlée au Brésil, en Amazonie, à la frontière de la Colombie sur la rivière Vaupés par 100 personnes.

## Une langue menacée
Le tariana n'est plus parlé que par 100 personnes environ, pour une population ethnique de 1 500 Tarianas. La langue est supplantée par le tucano qui occupe une position dominante dans le Vaupés.

## Phonologie
Les tableaux présentent la phonologie du tariana.

### Voyelles
|         | Antérieure | Centrale | Postérieure |
| ------- | ---------- | -------- | ----------- |
| Fermée  | i [i]      | ɨ [ɨ]    | u [u]       |
| Moyenne | e [e]      | o [ɵ]    |             |
| Ouverte |            |          | a [ɑ]       |

Toutes les voyelles, à l'exception de ɨ, peuvent être longues ou nasales.

### Consonnes
|              |             | Bilabiales | Alvéolaires | Alvéolaires | Postalv. | Dorsales | Dorsales | Glottales |
| ------------ | ----------- | ---------- | ----------- | ----------- | -------- | -------- | -------- | --------- |
| Centrales    | Latérales   | Bilabiales | Palatales   | Vélaires    | Postalv. |          |          | Glottales |
| Occlusives   | Simples     | p [p]      | t [t]       |             |          |          | k [k]    | ʔ [ʔ]     |
| Occlusives   | Aspirées    | ph [pʰ]    | th [tʰ]     |             |          |          | kh [kʰ]  |           |
| Occlusives   | Sonores     | b [b]      | d [d]       |             |          |          | g [g]    |           |
| Occlusives   | Son. asp.   |            | dh [dʰ]     |             |          |          |          |           |
| Fricatives   | Fricatives  |            | s [s]       |             |          |          |          | h [h]     |
| Affriquées   | Sourdes     |            | ts [ts]     |             | tʃ [tʃ]  |          |          |           |
| Affriquées   | Sonores     |            |             |             | dz [dʒ]  |          |          |           |
| Liquides     | Simples     |            | r [r]       | l [l]       |          |          |          |           |
| Liquides     | Rétroflexes |            | ɻ [ɻ]       |             |          |          |          |           |
| Nasales      | Simples     | (m) [m]    | n [n]       |             |          | ñ [ɲ]    |          |           |
| Nasales      | Préaspirées | hm [hm]    | hn [hn]     |             |          | hñ [hnʲ] |          |           |
| Semi-voyelle | Simples     | w [w]      |             |             |          | y [j]    |          |           |
| Semi-voyelle | Aspirées    | hw [hw]    |             |             |          |          |          |           |

### Articles  connexes
- Linguistique
  - Liste de langues
    - Langues par famille
      - Langues amérindiennes
        - Langues arawakiennes